# Kirche Roidin

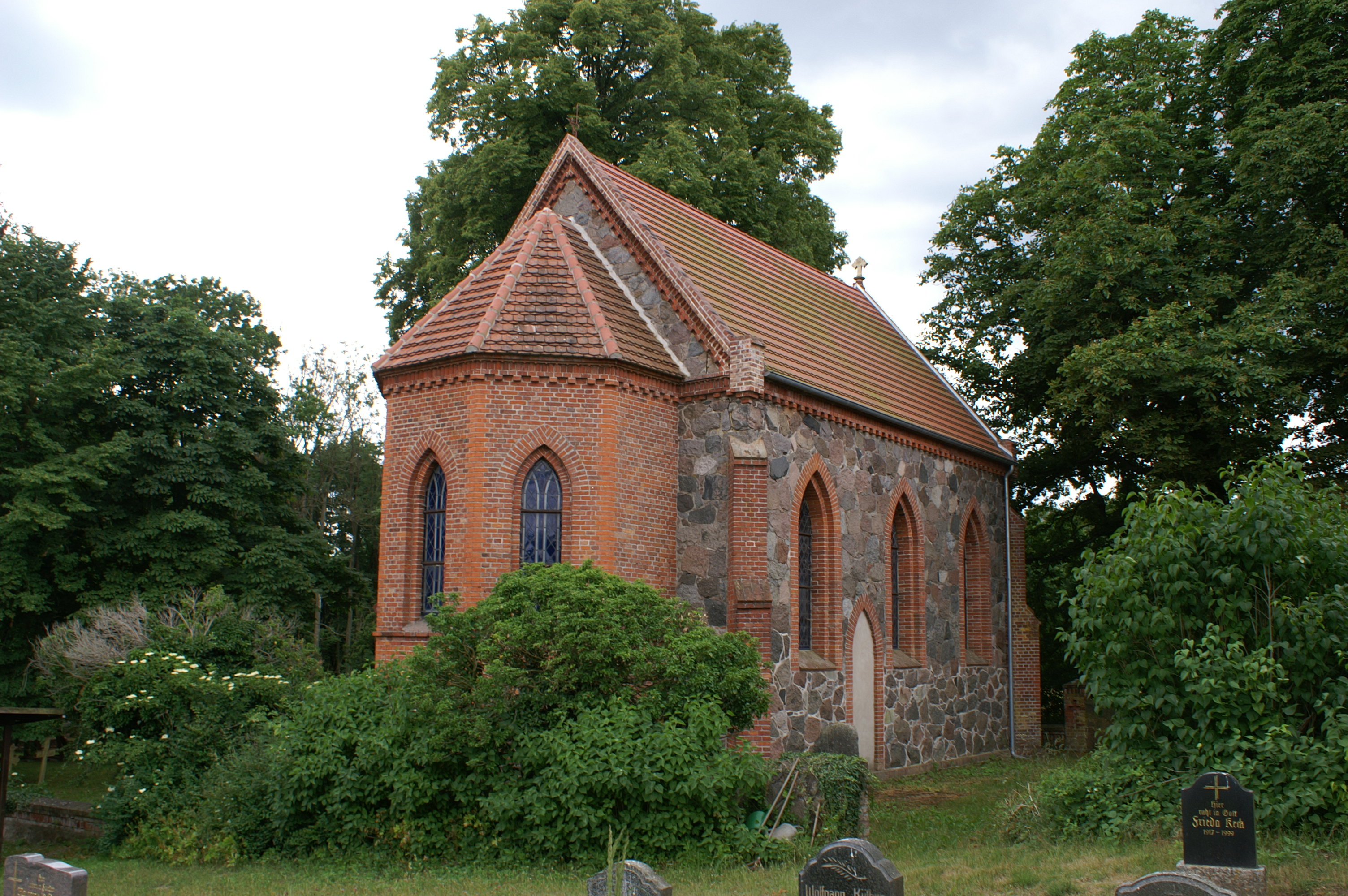
Kirche Roidin

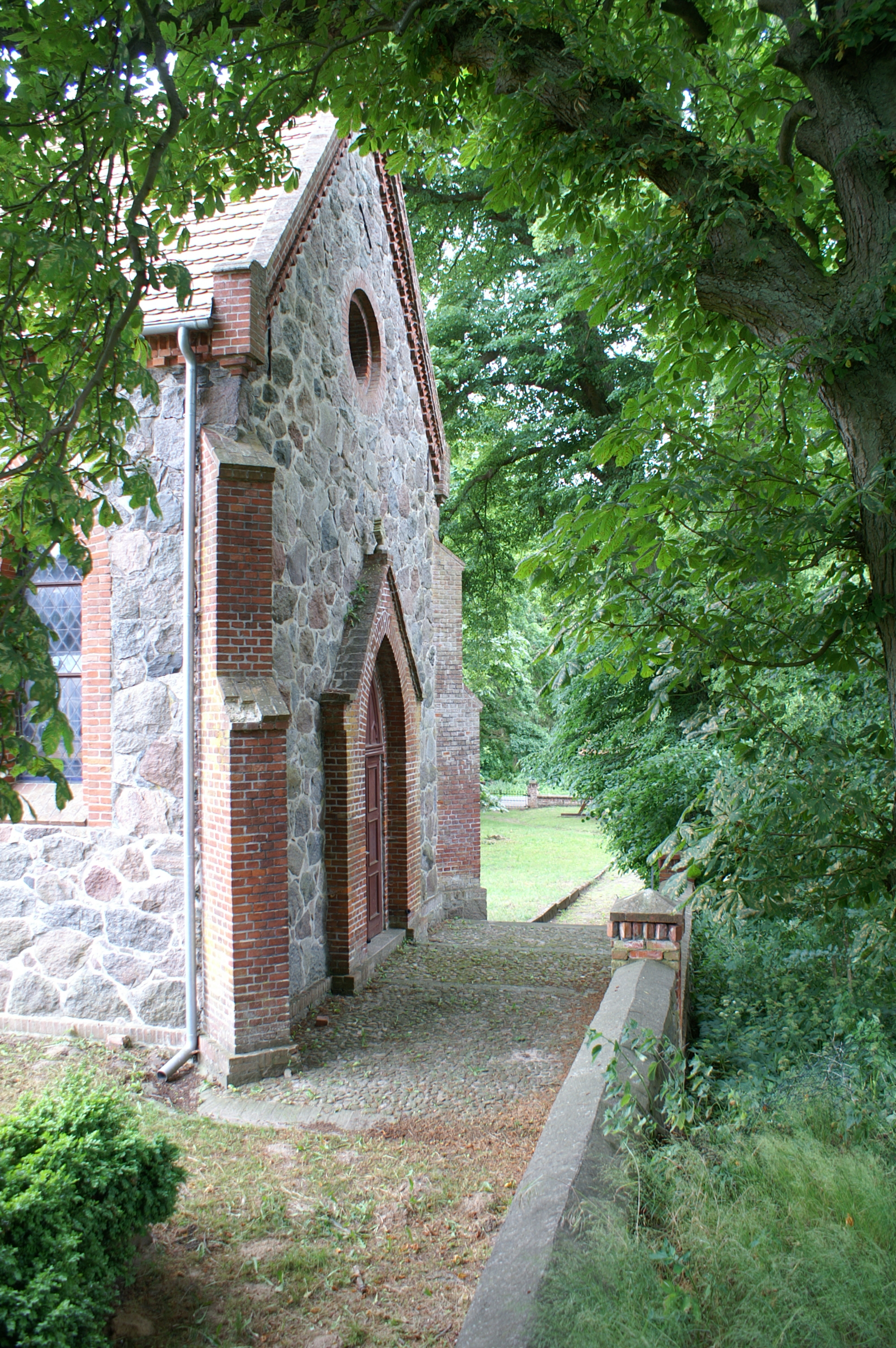
Westgiebel

Die Kirche Roidin ist ein Kirchengebäude im Ortsteil Roidin der Gemeinde Utzedel im Landkreis Mecklenburgische Seenplatte. Sie gehört zur Kirchengemeinde Hohenmocker in der Propstei Demmin des Pommerschen Evangelischen Kirchenkreises.

## Geschichte
Roidin hatte bereits im Mittelalter eine Kirche, die nach Einführung der Reformation in Pommern zur Tochter der Sanzkower Kirche wurde. Ein früherer Bau wurde im Dreißigjährigen Krieg zerstört. Ein nach 1669 erfolgter Neubau, der sich mitten im Dorf befand, wurde 1820 bei einer Visitation als einsturzgefährdet und nicht mehr zu reparieren eingestuft.
Erst 1866 erfolgten durch den Roidiner Gutsbesitzer von Maltzahn Vorbereitungen für einen Neubau. Wegen des Widerstands des in Sanzkow ansässigen früheren Kirchenpatrons, des Rittergutsbesitzers Hecht, kam es zu Verzögerungen. Nachdem der Entwurf des Demminer Bauinspektors bewilligt worden war, wurde 1872 der alten Kapelle gegenüber mit dem Bau begonnen. Die Einweihung der Kirche fand am 2. August 1874 statt.

## Gebäude und Ausstattung
Die neugotische Kirche ist ein rechteckiger Bau aus Feldstein und im Osten polygonal abgeschlossen.  Der fünfseitige Chor hat ein Kreuzgratgewölbe. Unter dem Chor befindet sich die Begräbnisstätte des Roidiner Zweiges der Maltzahns.
Der barocke Altaraufsatz wird auf die Zeit um 1700 datiert, besitzt gewundene Säulen und reichen figürlichen Schmuck. Vier Schnitzfiguren stellen die Evangelisten dar. Der Altar stammte aus der Dorfkirche Kirch Grubenhagen in Mecklenburg, die ebenfalls unter dem Kirchenpatronat der Familie Maltzahn stand. Das Altargemälde von Carl Wolff zeigt die Anbetung des Jesuskindes. Der aus einer Roidiner Tischlerfamilie stammende Wolff, der als Zeichenlehrer in Bromberg arbeitete, malte es 1874 anlässlich der Einweihung der Kirche. Er stellte darin mehrere Angehörige der Familie Maltzahn als Anbetende und Betrachter dar.

## Geläut

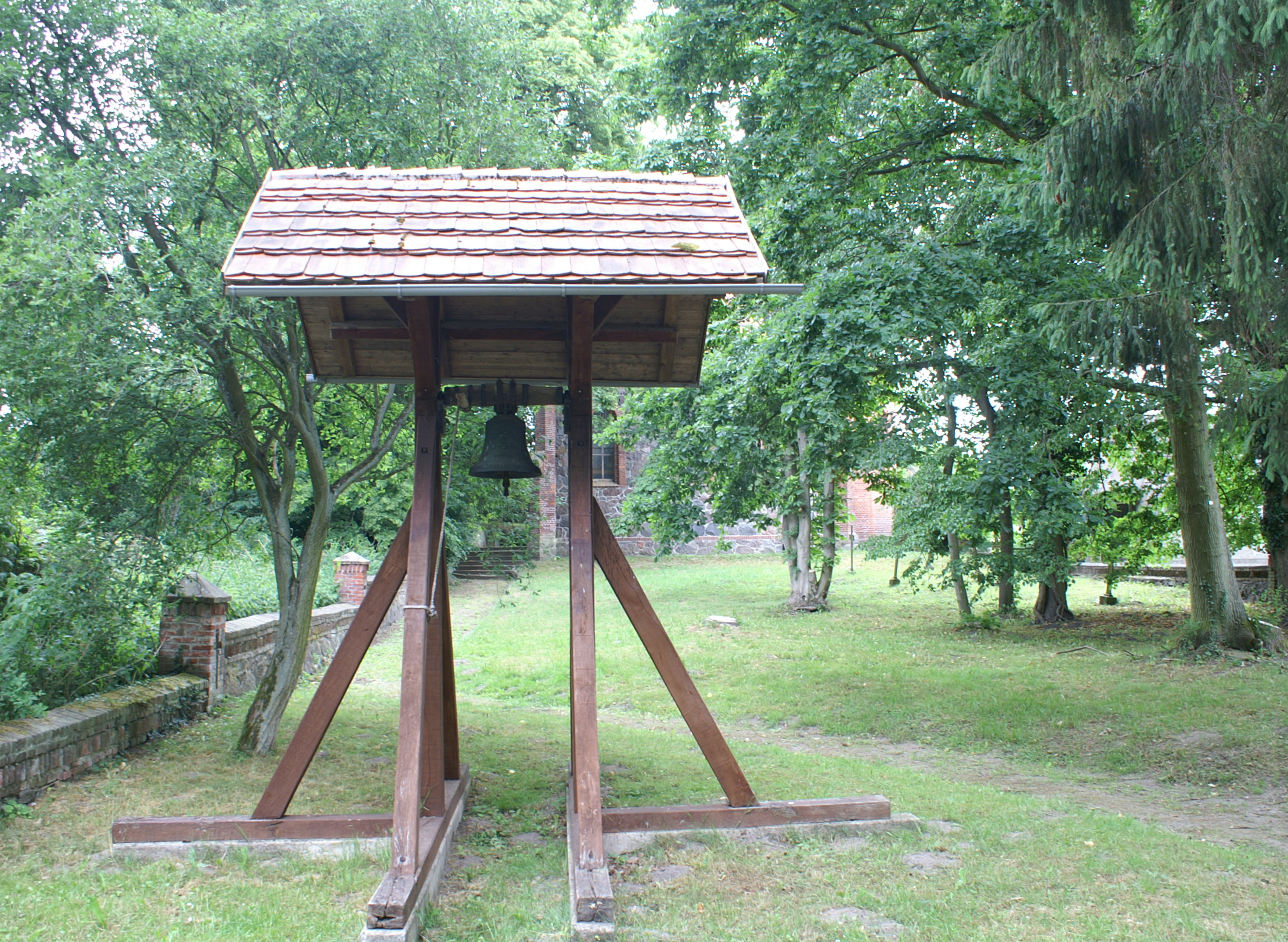
Glockenstuhl

In einem Kirchenvisitationsprotokoll von 1588 wird von zwei Glocken berichtet. Nach der Zerstörung im Dreißigjährigen Krieg blieb eine Glocke erhalten und wurde zur Mutterkirche nach Sanzkow gebracht. Die heutige Glocke mit der Aufschrift „Reudin 1834“ befindet sich in einem freistehenden Glockenstuhl, der seit 1995 auf dem Friedhof steht. 